# Chris Bruil
Chris Bruil (* 20. Dezember 1970 in Doetinchem) ist ein niederländischer Badmintonnationalspieler. Er war der Ehemann von Eline Coene und von Lotte Jonathans.

## Karriere
Chris Bruil nahm 2000 und 2004 Mixed an Olympia teil. Bei seiner ersten Teilnahme wurde er dabei Fünfter, bei der zweiten Neunter. Bei der Europameisterschaft 2002 gewann er Bronze. 2002 und 2003 wurde er als Legionär Deutscher Mannschaftsmeister mit dem SC Bayer 05 Uerdingen.

## Sportliche Erfolge
| Saison    | Veranstaltung                                   | Disziplin    | Platz | Name |
| --------- | ----------------------------------------------- | ------------ | ----- | --- |
| 1987      | Niederlande: Einzelmeisterschaften der Junioren | Herrendoppel | 1     | Jeroen van Dijk / Chris Bruil |
| 1988      | Niederlande: Einzelmeisterschaften der Junioren | Herrendoppel | 1     | Jeroen van Dijk / Chris Bruil |
| 1989      | Amor International                              | Herrendoppel | 1     | Jeroen van Dijk / Chris Bruil |
| 1989      | German Juniors                                  | Herrendoppel | 1     | Chris Bruil / Jeroen van Dijk |
| 1989      | Niederlande: Einzelmeisterschaften der Junioren | Herrendoppel | 1     | Chris Bruil / Raymond Achterberg |
| 1989      | Niederlande: Einzelmeisterschaften der Junioren | Herreneinzel | 1     | Chris Bruil |
| 1989      | Junioren-Europameisterschaft                    | Herreneinzel | 3     | Chris Bruil |
| 1989      | Junioren-Europameisterschaft                    | Herrendoppel | 3     | Jeroen van Dijk / Chris Bruil |
| 1991      | Niederlande: Einzelmeisterschaften              | Herrendoppel | 1     | Alex Meijer / Chris Bruil |
| 1991      | Niederlande: Einzelmeisterschaften              | Herreneinzel | 1     | Chris Bruil |
| 1992      | Swiss Open                                      | Herreneinzel | 3     | Chris Bruil |
| 1992      | Irish Open                                      | Herreneinzel | 1     | Chris Bruil |
| 1993      | Austrian International                          | Herreneinzel | 1     | Chris Bruil |
| 1993      | Niederlande: Einzelmeisterschaften              | Herrendoppel | 1     | Chris Bruil / Ron Michels |
| 1993      | Irish Open                                      | Herreneinzel | 1     | Chris Bruil |
| 1996      | Welsh International                             | Herreneinzel | 1     | Chris Bruil |
| 1997      | French Open                                     | Herreneinzel | 1     | Chris Bruil |
| 1997      | Austrian International                          | Herreneinzel | 1     | Chris Bruil |
| 1997      | Amor International                              | Herreneinzel | 1     | Chris Bruil |
| 1997      | Hungarian International                         | Herreneinzel | 1     | Chris Bruil |
| 1997      | BMW Open                                        | Herreneinzel | 1     | Chris Bruil |
| 1999      | Swiss Open                                      | Mixed        | 3     | Chris Bruil / Erica van den Heuvel |
| 1999      | Bitburger Open                                  | Mixed        | 1     | Chris Bruil / Erica van den Heuvel |
| 1999/2000 | Deutsche Mannschaftsmeisterschaft               | Mannschaft   | 2     | SC Bayer 05 Uerdingen (Kenneth Jonassen, Simon Archer, Chris Bruil, Nicole Grether, Erica van den Heuvel, Rune Massing) |
| 2000      | All England                                     | Mixed        | 3     | Chris Bruil / Erica van den Heuvel |
| 2000      | Olympia                                         | Mixed        | 5     | Chris Bruil / Erica van den Heuvel |
| 2000      | Indonesian Open                                 | Mixed        | 5     | Chris Bruil / Erica van den Heuvel |
| 2000      | Niederlande: Einzelmeisterschaften              | Mixed        | 1     | Chris Bruil / Erica van den Heuvel |
| 2000      | Europameisterschaft                             | Mixed        | 3     | Chris Bruil / Erica van den Heuvel |
| 2000      | Taiwan Open                                     | Mixed        | 5     | Chris Bruil / Erica van den Heuvel |
| 2000/2001 | Deutsche Mannschaftsmeisterschaft               | Mannschaft   | 3     | SC Bayer 05 Uerdingen (Simon Archer, Judith Meulendijks, Rune Massing, Nicole Grether, Chris Bruil, Rikke Olsen, Colin Haughton, Silke Gabriel, Kenneth Jonassen, Christine Skropke, Stephan Kuhl, Kristof Hopp, André Bertko, Jürgen Arnold)                       |
| 2001      | Weltmeisterschaft                               | Mixed        | 5     | Chris Bruil / Lotte Jonathans |
| 2001      | Bitburger Open                                  | Mixed        | 1     | Chris Bruil / Lotte Jonathans |
| 2001      | Dutch International                             | Mixed        | 1     | Chris Bruil / Lotte Jonathans |
| 2001      | French Open                                     | Mixed        | 1     | Chris Bruil / Lotte Jonathans |
| 2001/2002 | Deutsche Mannschaftsmeisterschaft               | Mannschaft   | 1     | SC Bayer 05 Uerdingen (Kenneth Jonassen, Kristof Hopp, Chris Bruil, Rune Massing, Rikke Olsen, Nicole Grether, Colin Haughton, Judith Meulendijks, Erika van der Heuvel, Christine Skrpoke, Silke Gabriel, Simon Archer, Jürgen Arnold, André Bertko, Stephan Kuhl) |
| 2002      | Niederlande: Einzelmeisterschaften              | Mixed        | 1     | Chris Bruil / Lotte Jonathans |
| 2002      | Europameisterschaft                             | Mixed        | 3     | Chris Bruil/Lotte Jonathans |
| 2002      | Indonesian Open                                 | Mixed        | 5     | Chris Bruil / Lotte Jonathans |
| 2002      | China: Internationale Meisterschaften           | Mixed        | 5     | Chris Bruil / Lotte Jonathans |
| 2002      | Swiss Open                                      | Mixed        | 3     | Chris Bruil / Lotte Jonathans |
| 2002/2003 | Deutsche Mannschaftsmeisterschaft               | Mannschaft   | 1     | SC Bayer 05 Uerdingen (Simon Archer, Rune Massing, Chris Bruil, Colin Haughton, Kenneth Jonassen, Stephan Kuhl, Kristof Hopp, André Bertko, Jürgen Arnold, Judith Meulendijks, Nicole Grether, Rikke Olsen, Silke Gabriel, Christine Skropke)                       |
| 2003      | Niederlande: Einzelmeisterschaften              | Mixed        | 1     | Chris Bruil / Lotte Jonathans |
| 2004      | Niederlande: Einzelmeisterschaften              | Herrendoppel | 1     | Dicky Palyama / Chris Bruil |
| 2004      | Niederlande: Einzelmeisterschaften              | Mixed        | 1     | Chris Bruil / Lotte Bruil-Jonathans |
| 2005      | Niederlande: Einzelmeisterschaften              | Mixed        | 1     | Chris Bruil / Lotte Bruil-Jonathans |
| 2006      | Niederlande: Einzelmeisterschaften              | Mixed        | 1     | Chris Bruil / Lotte Bruil-Jonathans |
| 2007      | Niederlande: Einzelmeisterschaften              | Mixed        | 1     | Chris Bruil / Lotte Bruil-Jonathans |